# والنتین اولنیک
والنتین اولنیک (روسی: Валентин Григорьевич Оленик؛ ۱۸ ژوئیهٔ ۱۹۳۹ – ۱۲ فوریهٔ ۱۹۸۷) کشتی‌گیر اهل اتحاد جماهیر شوروی سوسیالیستی بود. وی در بازی‌های المپیک تابستانی ۱۹۶۴ و بازی‌های المپیک تابستانی ۱۹۶۸ شرکت کرد.